# 狭叶马鞭草
狭叶马鞭草（学名：Verbena brasiliensis）为马鞭草科马鞭草属下的一个种。

## 扩展阅读
- 維基物種上的相關：狭叶马鞭草
- 维基共享资源上的相關多媒體資源：狭叶马鞭草